# 法蘭西斯高·贊潘奴
法蘭西斯高·贊潘奴(Francesco Zampano，1993年9月30日—），是一名意大利職業足球員，司職邊後衛 / 中場，现效力于意乙球队威尼斯。

## 外部連結
- FIGC （页面存档备份，存于） （意大利文）
- Football.it Profile （页面存档备份，存于） （意大利文）